# Uwe Barschel
Uwe Barschel (13. maj 1944 – 11. oktober 1987) var en vesttysk toppolitiker og  regeringschef i delstaten Slesvig-Holsten.
Han blev den 11. oktober 1987 fundet død i badekarret på et hotel i Geneve, Schweiz. I følge de schweiziske myndigheder var det selvmord, men familien hævdede, at der var tale om mord.
Barschel havde i flere måneder været særdeles omstridt og fire dage tidligere var der rejst straffesag mod ham, da anklagemyndigheden mente, at han vidste langt mere end han ville vedgå om de gangstermetoder, der var brugt i de konservatives valgkamp i Tyskland. Blandt andet var der i valgkampen anvendt trusselsbreve og anonyme anmeldelser af lovovertrædelser begået af socialdemokratiske topkandidater. 